# Venins (film)
Pour les articles homonymes, voir Venin (homonymie).
Pour plus de détails, voir Fiche technique et Distribution.
Venins (In the Eye of the Snake) est un film américano-suisse réalisé par Max Reid, sorti en 1990.

## Synopsis
Marc vit avec sa mère dans un immeuble à Genève. Dans sa chambre, il possède une collection clandestine de reptiles vivants dont les plus beaux spécimens sont ceux que son père lui fait parvenir d'Afrique. Les serpents sont les êtres les plus importants de sa vie, jusqu'au jour où il rencontre Malika.
Marc porte une admiration sans borne au professeur Badwin, un herpétologue réputé. Ce dernier, qui a Malika pour assistante, se révèle en définitive être une crapule.
Il cultive avec Malika une relation secrète qui lui permet d'exercer ses penchants pervers en profitant de son esprit troublé. Dans cette éducation sentimentale aux développements inattendus, il faudra toute la force de Marc et la passion de Malika pour arracher leur amour à l'angoisse.

## Fiche technique
- Titre : Venins
- Titre suisse : La Part du serpent
- Titre original : In the Eye of the Snake
- Réalisation : Max Reid
- Scénario : Efrem Camerin et Jacques Sandoz
- Production : Jacques Sandoz
- Distribution : American International Pictures
- Musique : Patrick Moraz
- Photographie : Bernard Zitzermann
- Montage : Peter Lile et Bill Yahraus
- Décors : Alex Ghassem et Ivan Niclass
- Costumes : Catherine d'Halluin
- Pays :  États-Unis,  Suisse
- Langue : Anglais
- Format : Couleurs - 1,85:1 - Dolby - 35 mm
- Genre : Thriller
- Durée : 91 min
- Dates de sortie : mai 1991 (festival de Cannes), septembre 1991 (Suisse romande)

## Distribution
- Jason Cairns (VF : Vincent Ropion) : Marc Anzer
- Sydney Penny (VF : Dorothée Jemma) : Malika
- Malcolm McDowell (VF : Jacques Ferrière) : Professeur Baldwin
- Lois Chiles (VF : Sylvie Moreau) : Claire Anzer
- Philippe Léotard (VF : lui-même) : Phil Anzer
- Mac Skinner : Marc, enfant
- Howard Vernon (VF : lui-même) : Jean
- Isabelle Sadoyan (VF : elle-même) : la grand-mère
- Jean Rougerie (VF : lui-même) : le conservateur du musée
- Antoine Basler (VF : lui-même) : Roger
- Durga McBroom (VF : Maïk Darah) : Beatrice
- Joseph Kumbela : Jean-Marie
- Emil Abossolo-Mbo : Bruce

## Autour du film
- Une partie du tournage s'est déroulé au Burundi.